# Арнолд I фон Боланд
Арнолд I фон Боланд (на немски: Arnold I von Boland/Arnold I von Houffalize, Herr zu Boland; † сл. 1349) от фамилията фон Хоуфалице в Южна Белгия, е господар на Боланд.

## Произход
Той е син на Йохан фон Хоуфалице († сл. 2 август 1308), господар на Боланд, Гронсфелд, Рикхолт, и съпругата му Лутгарде. Брат е на Еберхард де Хуфалице († 1333/1335), господар на Боланд, Рикхолт, Гесвес.

## Фамилия
Арнолд I фон Боланд се жени за Рихардис фон Долендорф († сл. 13 декември 1353), дъщеря на Герлах II фон Долендорф († 1310) и графиня Рихардис Луф фон Клеве († сл. 1326), дъщеря на граф Дитрих Луф фон Клеве-Саарбрюкен († 1277) и Лаурета фон Саарбрюкен († 1270). Те имат две деца:
- Арнолд II фон Боланд († между 25 януари 1370 – 28 октомври 1372), господар на Боланд, Щолценбург и Шато-Тиери, женен ок. 1364 г. за Мария фон Лооц († сл. 12 май 1408)
- Агнес ван Боланд († пр. 30 септември 1412), омъжена за Дитрих IV ван Петершем († 23 май 1415), бургграф на Борн